# Iazu Nou
Iazu Nou – wieś w Rumunii, w okręgu Jassy, w gminie Șipote. W 2011 roku liczyła 1003 mieszkańców.